# Jerry Fodor
Jerry Alan Fodor (22. dubna 1935 New York – 29. listopadu 2017 Manhattan) byl americký filozof a kognitivní vědec židovského původu. Byl profesorem filozofie na Rutgers University. Zabýval se především filozofií mysli a jazyka. Byl zastánce modulárního přístupu k mysli, který říká, že mysl se skládá z různých, na sobě víceméně nezávislých částí (modulů), naopak oponoval holistickému pohledu na mysl. Byl rovněž silným kritikem behaviorismu a toho, co nazývá neodarwinismus, a co se v jeho očích pokouší redukovat mysl na mozek. Jeho velkým tématem je závislost myšlení a jazyka (tzv. language of thought hypothesis), mysl má v jeho představě svou pevnou, vrozenou gramatiku spjatou s jazykem, jíž je myšlení omezeno, v této tezi byl silně ovlivněm generativní gramatikou Noama Chomského.